# Exèrcit de camp
Es denomina Exèrcit de camp (o simplement Exèrcit) la unitat militar formada per l'agrupació de diversos Cossos d'exèrcit, però que per mida no arriben a formar un Grup d'exèrcits.